# 特別大使
特別大使（とくべつたいし、英語: Special Ambassador）とは、
- 特定の政策領域や交渉課題を担当するため、特別に任ずる官職またはその任にある者[1]
- 国際的な親善や交流の推進、広報などの目的で式典への参加や宣伝活動を行う役割またはその称号。或いは、その任にある任にある者[2]

をいう。

## 特定の政策領域に任じられる特別大使
特別大使の官職は国際会議での主たる外交担当者として、あるいは特定の外交交渉の大使級の担当者として設置される官職である。英国では地球温暖化問題など環境政策分野を担当する気候変動特別大使の官職を置いていることや、2012年6月の日本・モンゴル経済連携協定交渉におけるモンゴル側の担当者としてエルボンド自由協定特別大使が交渉にあたったことなどその例である。

## 国際親善や文化交流のシンボルキャラクターとしての特別大使
また、特別大使は外交官の官職としてのみならず、親善大使や観光大使同様、広報を目的としてシンボルキャラクターとして任じられることがある。日本では俳優の杉良太郎は2010年4月1日には外務省の日本ベトナム特別大使に任じられたほか、2013年2月25日には日本・ASEAN特別大使に任じられたことはその例である。また、2020年の東京五輪招致運動に際しては、日本のアニメキャラクターである「ドラえもん」が東京五輪招致スペシャルアンバサダー(特別大使)に任じられている。地方では奈良県奈良市が2013年9月28日に俳優の八嶋智人と映画監督の河瀬直美を奈良市観光特別大使に委嘱している。

### 文献資料
- 特別大使[要文献特定詳細情報]、デジタル大辞泉[要文献特定詳細情報]、コトノハ[要文献特定詳細情報]

### 報道資料
- 『朝日新聞』2013年2月26日朝刊
- 『朝日新聞』2013年4月6日朝刊
- 『日本経済新聞』2012年6月2日朝刊
- 『毎日新聞』2013年9月29日朝刊地方版/奈良
- 『読売新聞』2012年10月26日東京朝刊